# Artem Ivanov (dammer)
Artem Ivanov (5 april 1988) is een Oekraïens dammer die Internationaal Grootmeester is.

## Wereldkampioenschappen
Artem Ivanov deed twee keer mee aan het toernooi om de wereldtitel. 
- WK-toernooi 2009 - Ivanov had zich geplaatst voor het toernooi door zijn derde plek in het Zonetoernooi dammen 2009 Berlijn, het wereldkampioenschap ging echter niet door.
- WK-toernooi 2013 - elfde plek plek in de finalegroep met 8 punten uit 11 wedstrijden, na geplaatst te zijn door een tweede plek in de voorrondegroep.
- WK-toernooi 2015 - vierde plek met 23 punten uit 19 wedstrijden, achter Aleksandr Georgiejev, Jan Groenendijk en Roel Boomstra